# Poodytes
Poodytes es una género de aves paseriformes de la familia Locustellidae, que agrupa cinco especies distribuidas en Oceanía.

## Especies
Se reconocen las siguientes especies:
- Poodytes albolimbatus D'Albertis & Salvadori, 1879 – yerbera del Fly;
- Poodytes carteri (North, 1900) – yerbera del spinifex;
- †Poodytes rufescens (Buller, 1869) – yerbera de las Chatham
- Poodytes punctatus (Quoy & Gaimard, 1832) – yerbera maorí;
- Poodytes gramineus (Gould, 1845) – yerbera chica.